# 月形哲之介
月形 哲之介（つきがた てつのすけ、1926年（大正15年）2月15日 - 2009年（平成21年）9月26日）は、戦後昭和に活躍した俳優、教育者。本名：門田 彊介（もんでん きょうすけ）。

## 来歴
京都府京都市上京区大将軍鷹司町の生まれ。父は俳優の月形龍之介である。立命館中学校卒業後、海軍に入隊。終戦後、マキノ芸能社から俳優としてデビュー、その後東映専属を経て、晩年は俳優の育成に携わった。

## 著作
- 『月形龍之介』監修：月形哲之介、円尾敏郎・高橋かおる・中田雅喜 編（ワイズ出版、2000年）
- 『聖剣 月形龍之介』監修：月形哲之介、石割平・円尾敏郎 編（ワイズ出版、2001年）

## 出演作

### 映画
- 日本侠客伝（1964年）
- 幕末残酷物語（1964年）
- 新選組血風録 近藤勇（1963年）
- 狐雁一刀流（1963年）
- いれずみ半太郎（1963年）
- 勢揃い東海道（1963年）
- 源九郎義経（1962年）
- 花と野盗の群れ（1962年）
- 江戸っ子長屋（1962年）
- 千姫と秀頼（1962年）
- べらんめえ長屋　喧嘩纏（1962年）
- 天下の御意見番（1962年）
- きさらぎ無双剣（1962年）
- 勢揃い関八州（1962年）
- 柳生武芸帳　独眼一刀流（1962年）
- 赤穂浪士（1961年）
- 尾張の暴れ獅子（1961年）
- 江戸っ子繁昌記（1961年）
- 旗本退屈男　謎の七色御殿（1961年）
- 新黄金孔雀城　七人の騎士（1961年）
- ちゃりんこ街道（1961年）
- 維新の篝火（1961年）
- 大江戸喧嘩まつり（1961年）
- 丹下左膳　濡れ燕一刀流（1961年）
- 江戸っ子肌（1961年）
- 壮烈新選組 幕末の動乱（1960年）
- 獄門坂の決斗（1960年）
- つばくろ道中（1960年）
- 半七捕物帖　三つの謎（1960年）
- 任侠中仙道（1960年）
- 草間の半次郎　霧の中の渡り鳥（1960年）
- 白馬童子 南蛮寺の決斗（1960年）
- 旗本退屈男　謎の幽霊島（1960年）
- ひばり十八番　弁天小僧（1960年）
- ひばりの森の石松（1960年）
- 旅の長脇差　伊豆の佐太郎（1960年）
- 怪談五十三次（1960年）
- 清水港に来た男（1960年）
- 旅の長脇差　花笠椿（1960年）
- 新吾十番勝負　完結篇（1960年）
- 水戸黄門（1960年）
- 次郎長血笑記　秋葉の対決　殴り込み道中（1960年）
- 緋ぼたん浪人（1960年）
- 丹下左膳　妖刀濡れ燕（1960年）
- 照る日くもる日（1960年）
- 大菩薩峠　完結篇（1959年）
- 百万両五十三次（1959年）
- 天下の伊賀越　暁の血戦（1959年）
- 鞍馬天狗（1959年）
- 姫君一刀流（1959年）
- 血斗水滸伝　怒涛の対決（1959年）
- 新吾十番勝負（1959年）
- 風流使者　天下無双の剣（1959年）
- 緋鯉大名（1959年）
- 水戸黄門 天下の副将軍（1959年）
- 江戸の名物男　一心太助（1958年）
- 濡れ燕　くれない権八（1958年）
- 唄祭りかんざし纏（1958年）
- 国定忠治（1958年）
- 新選組（1958年）
- 隠密七生記（1958年）
- 喧嘩太平記（1958年）
- 清水港の名物男　遠州森の石松（1958年）
- 旗本退屈男（1958年）
- 花笠若衆（1958年）
- 少年三国志　（二部作、1958年）
- 素っ飛び笠（1958年）
- 旗本退屈男　謎の蛇姫屋敷（1957年）
- 若さま侍捕物帖　鮮血の人魚（1957年）
- 鞍馬天狗　角兵衛獅子（1957年）
- 源氏九郎颯爽記　濡れ髪二刀流（1957年）
- 若獅子大名・二部作（1957年）
- 鞍馬天狗　御用盗異聞（1957年）
- ふり袖太鼓（1957年）
- 緋ぼたん肌（1957年）
- 阿波おどり 鳴門の海賊（1957年）
- 任侠清水港（1957年）
- 水戸黄門（1957年）
- 新諸国物語　七つの誓い・三部作（1956年）
- 朱鞘罷り通る（1956年）
- 鞍馬天狗　白馬の密使（1956年）
- 水戸黄門漫遊記　人喰い狒々（1956年）
- 水戸黄門漫遊記　怪猫乱舞（1956年）
- 赤穂浪士　天の巻・地の巻（1956年）
- 獅子丸一平　第四部・完結篇（1956年）
- 水戸黄門漫遊記　鳴門の妖鬼（1956年）
- 剣法奥儀　秘剣　鷹の羽（1956年）
- 江戸三国志　（三部作、1956年）
- 水戸黄門漫遊記　怪力類人猿（1956年）
- 隼の魔王（1955年）
- 姿三四郎　第二部（1955年）
- 青竜街の狼（1955年）
- 天保六道銭　平戸の海賊（1955年）
- 紅顔の若武者 織田信長（1955年）
- 旗本退屈男　謎の決闘状（1955年）
- ふり袖小天狗（1955年）
- 水戸黄門漫遊記　幽霊城の佝僂男（1955年）
- 薩摩飛脚　前篇（1955年）
- 大岡政談　黄金夜叉（1955年）
- 源義経（1955年）
- 怪談　牡丹燈籠（1955年）
- 曲馬団の魔王（1954年）
- 学生五人男（1954年）
- 恋しぐれ　浅間の火祭（1954年）
- 人生劇場　望郷篇　三州吉良港（1954年）
- 秩父水滸伝（1954年）
- 壮烈神風特攻隊（1954年）
- 里見八犬伝（1954年）
- 近世名勝負物語　黄金街の覇者（1954年）
- 少年姿三四郎
第一部山岳の決闘
第二部大川端の決闘（1954年）
- 学生五人男シリーズ・第二部　迷探偵出動（1954年）
- 健児の塔（1953年）
- 玄海の鰐（1953年）
- 人生劇場　第二部（1953年）
- 続々魚河岸の石松（1953年）
- 七番街襲撃（1953年）
- 早稲田大学（1953年）
- 大当り黄金狂時代（1952年）
- 新撰組　第一部京洛風雲の巻（1952年）
- 人生劇場　第一部（1952年）
- 暗黒街の鬼（1952年）
- 酔いどれ八萬騎（1951年）
- 人生劇場　第一部　青春愛欲篇（1951年）
- 獅子の罠（1950年）
- 日本戦歿学生の手記　きけ、わだつみの声（1950年）
- 弥次喜多猫化け道中（1949年）

### テレビ
- 仮面の忍者 赤影（1967年）
- 素浪人 月影兵庫（1968年）
- 銭形平次 （1968年、フジテレビジョン/東映）第116話「四人目の男」 - むじなの六
- お祭り銀次捕物帳（1972年）